# Grundy Center
Grundy Center är administrativ huvudort i Grundy County i den amerikanska delstaten Iowa. Orten fick sitt namn efter countyt som uppkallades efter Felix Grundy.